# Roeselia mediofascia
Roeselia mediofascia är en fjärilsart som beskrevs av Inoue 1988. Roeselia mediofascia ingår i släktet Roeselia och familjen trågspinnare. Inga underarter finns listade.